# تاریخ زنان در ایالات متحده آمریکا

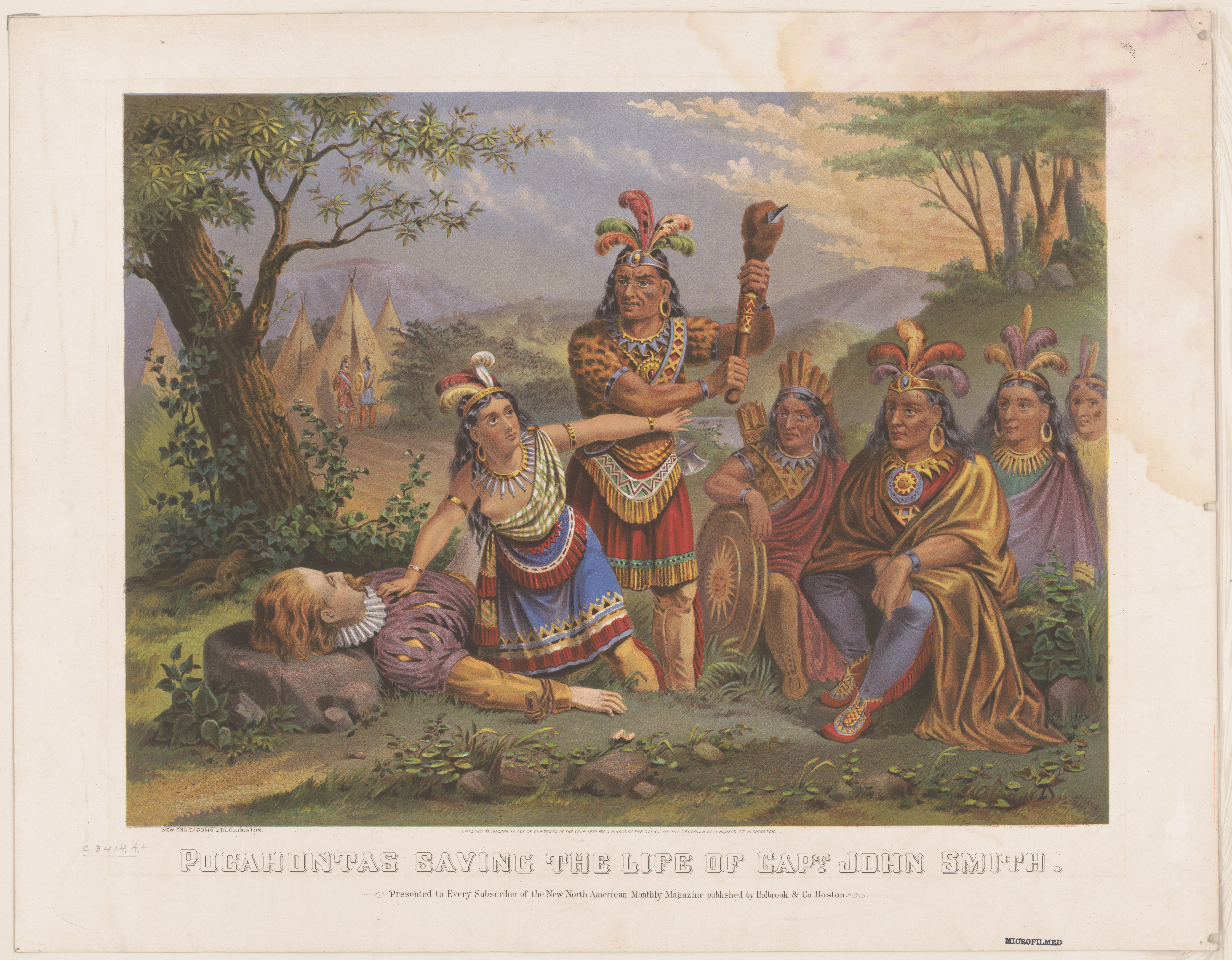
تابلویی از سال ۱۸۷۰ در حال نشان دادن نجات جان کاپیتان جان اسمیت توسط پوکاهانتس، دختر فرمانده پوهاتان. او مشهورترین زن سرخپوست در تاریخ آمریکاست.

با اینکه تاریخ آمریکا به زحمت از ۴۰۰ سال گذران کرده و هنوز در زمره جوان‌ترین کشورهای جهان محسوب می‌گردد، اما در همین مدت کوتاه زنان در تاریخ ایالات متحده آمریکا دارای جایگاه ویژه و درخشانی شده‌اند. در زمره شخصیتهای مهم زنان در تاریخ آمریکا، اغلب از زنان رئیس‌جمهور (همانند میشل اوباما و هیلاری کلینتون وجیل بایدن وایولنور روزولت غیره) بسیار نام برده می‌شود. اما زنان به نوبه خود نیز دارای سابقه پربار و فراوانی در تاریخ آمریکا هستند.
طبق اسناد موجود، نخستین زن اروپایی‌تبار که در آمریکا زاده شد ویرجینیا دیر (Virginia Dare) نام داشت که در ۱۵۸۷ متولد گردید.
در این مقاله، برخی دیگر از اولین‌های زنان آمریکا نیز ذکر گردیده‌است.

## در ادبیات و هنر
در هنرهای زیبا، هنریتا جانستون (Henrietta Johnston) متولد ۱۶۷۴ از شهر چارلستون نخستین نقاش حرفه‌ای در تاریخ آمریکا شناخته شده‌است. در سال ۱۷۹۲ سوزان ویلاند (Suzanne Vaillande) در نخستین نمایش باله بنام The Bird Catcher ظاهر شد. همو نخستین کوریوگراف زن در تاریخ آمریکا شد؛ ولی نخستین زن شاعر در تاریخ آمریکا نیز ان بردستریت است که اشعار خود را در کتابی بنام The Tenth Muse Lately Sprung Up in America در سال ۱۶۵۰ به چاپ رسانید.
در فیلم‌سازی، نخستین کارگردان زن در تاریخ آمریکا آلیس بلاشه (Alice Guy Blaché) است که در سال ۱۸۹۶ فیلم The Cabbage Fairy را ساخت.
نخستین سمفونی ارکستر ساخت یک زن در آمریکا (و شاید در جهان) متعلق به ایمی بیچ (Amy Marcy Cheney Beach) معروف به H.H.A. Beach از نیوهمپشر است. او در سال ۱۸۹۷ سمفونی Gaelic Symphony را نوشت. لیکن در سال ۱۹۱۴ بود که برای اولین بار یک ارکستر توسط یک زن رهبری شد. نام او ماری داونپورت انگبرگ (Mary Davenport Engberg) است و اهل ایالت واشینگتن بود.

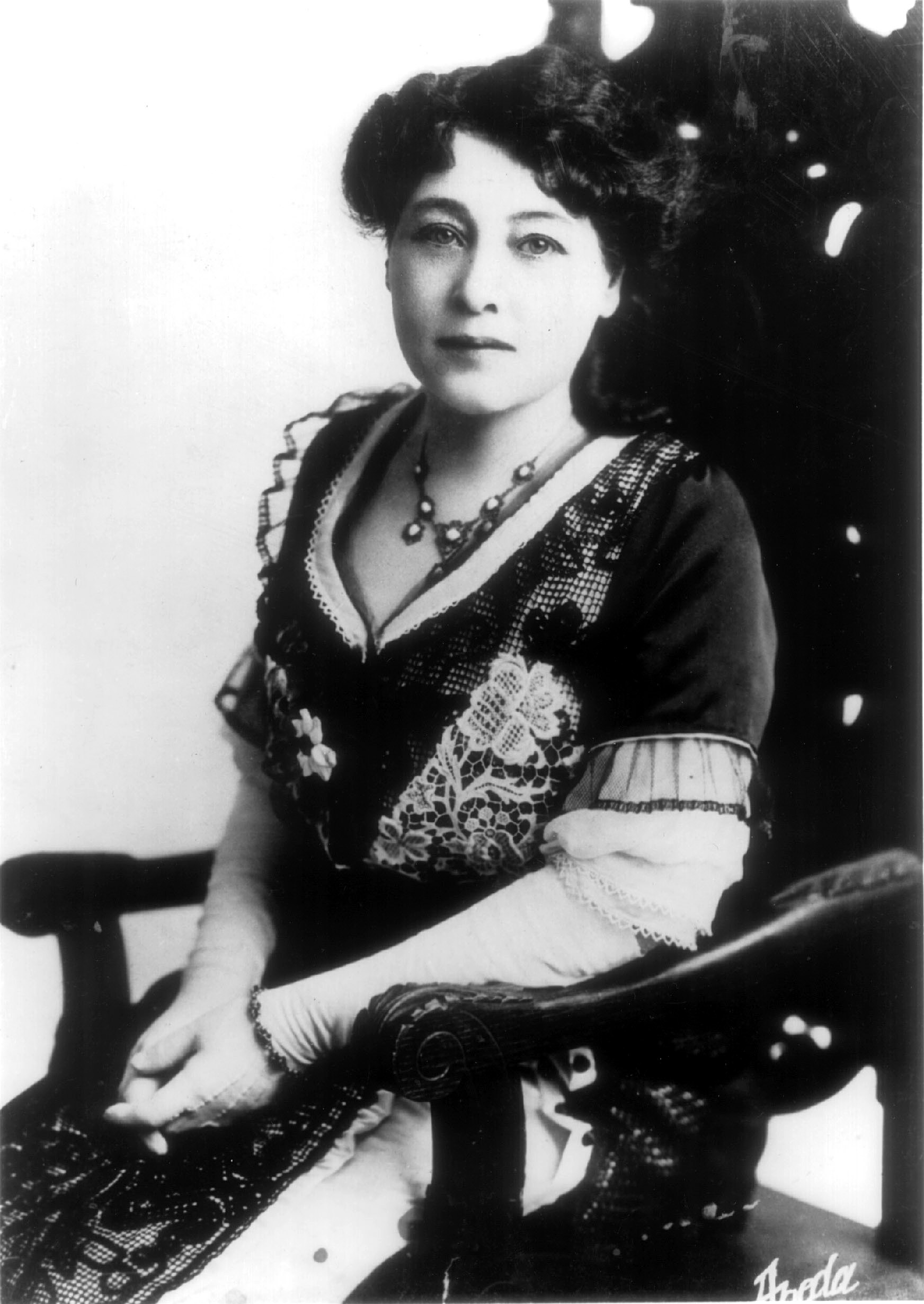
آلیس بلاشه در طول زندگی خود نزدیک به ۳۰۰ فیلم ساخت.
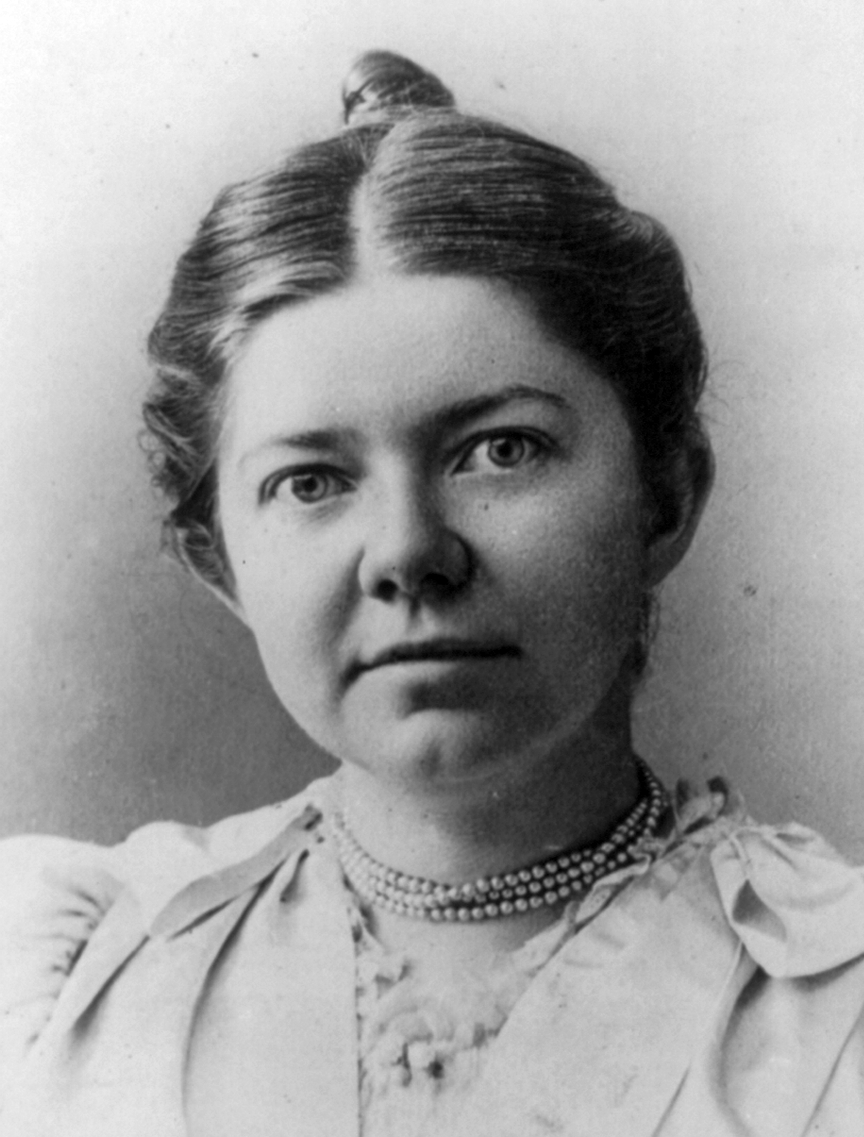
ایمی بیچ، استاد موسیقی کلاسیک قرن نوزدهم.
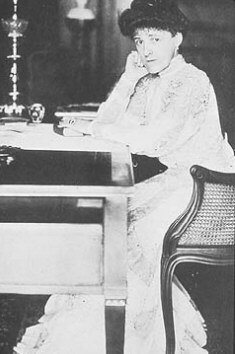
ایدیت وارتون (Edith Wharton)، نخستین زن برنده جایزه پولیتزر آمریکا (۱۹۲۱) بخاطر نوشتن The Age of Innocence

## در صنعت و فناوری
ماری کیز (Mary Kies) در تاریخ زنان آمریکا نخستین اختراع را در ۵ ماه مه سال ۱۸۰۹ (برای یک روش نوین در بافندگی) به ثبت رسانید. در سال ۱۸۸۵ سارا ای. گود (Sarah E. Goode) به عنوان یک زن سیاهپوست، برای اولین بار نیز اختراعی (تخت کشویی) را رسماً در اداره ثبت اختراعات آمریکا به ثبت رسانید. او در شیکاگو صاحب یک فروشگاه مبلمان فروشی بود.
نخستین ناشر زن در تاریخ آمریکا کاترین گودارد (Katherine Goddard) نام داشت که در سال ۱۷۷۵ خبرنامه Providence Gazette را چاپ می‌کرد. چاپخانه او در سال ۱۷۷۷ در منتشر ساختن اعلامیه استقلال ایالات متحده آمریکا نقش مهمی را ایفا کرد. او سپس در ۱۷۸۹ در شهر بالتیمور نخستین کتابفروشی (با صاحب زن) را در آمریکا تأسیس کرد. در همین زمان، یعنی در سال ۱۷۶۷، چاپخانه رسمی مستعمره مریلند متعلق به یک زن بنام آن کاترین هوف گرین (Anne Catherine Hoof Green) بود.

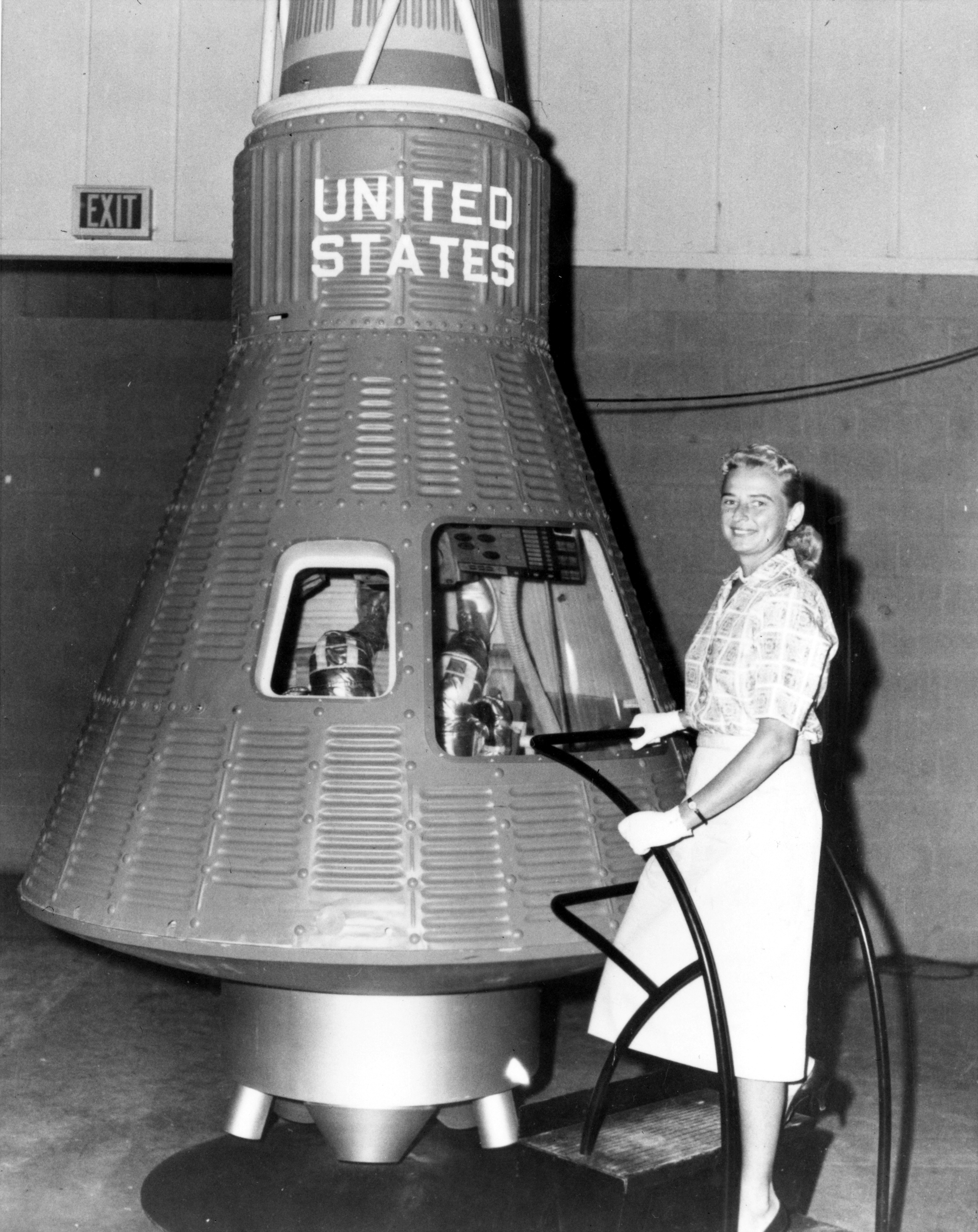
زنان ناسا (پروژهٔ مرکوری) در دهه ۵۰ میلادی
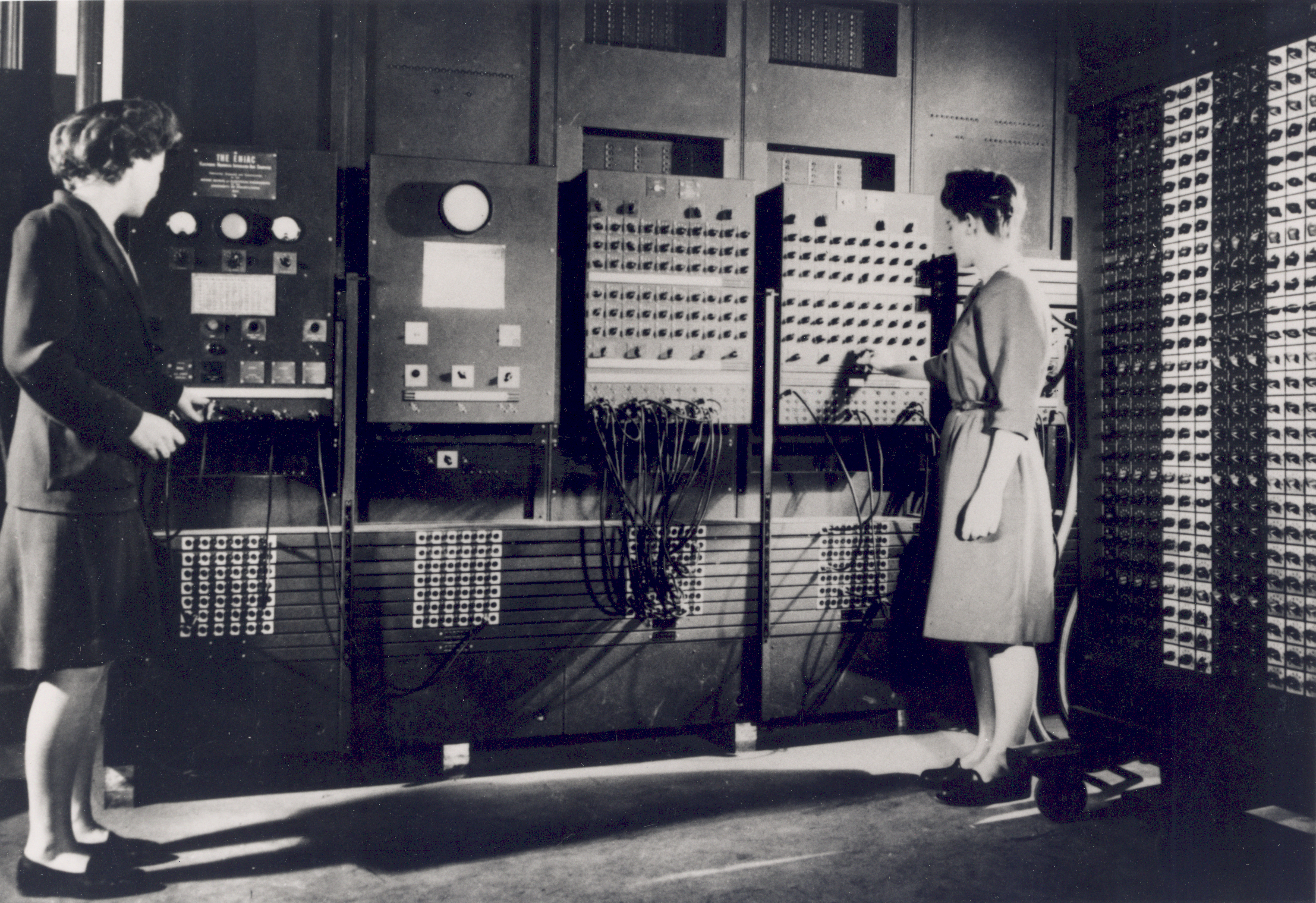
دو مهندس زن در حال کار با انیاک در دهه ۴۰ میلادی قرن بیستم.
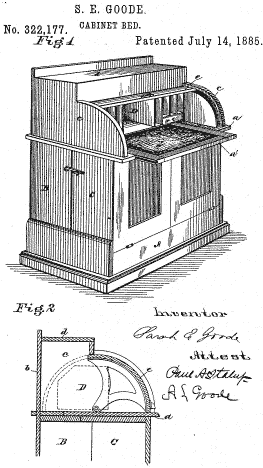
طرح میز از سارا ای. گود در سال ۱۸۸۵. او نخستین زن سیاهپوست است که اختراعی را رسماً به ثبت رسانید.
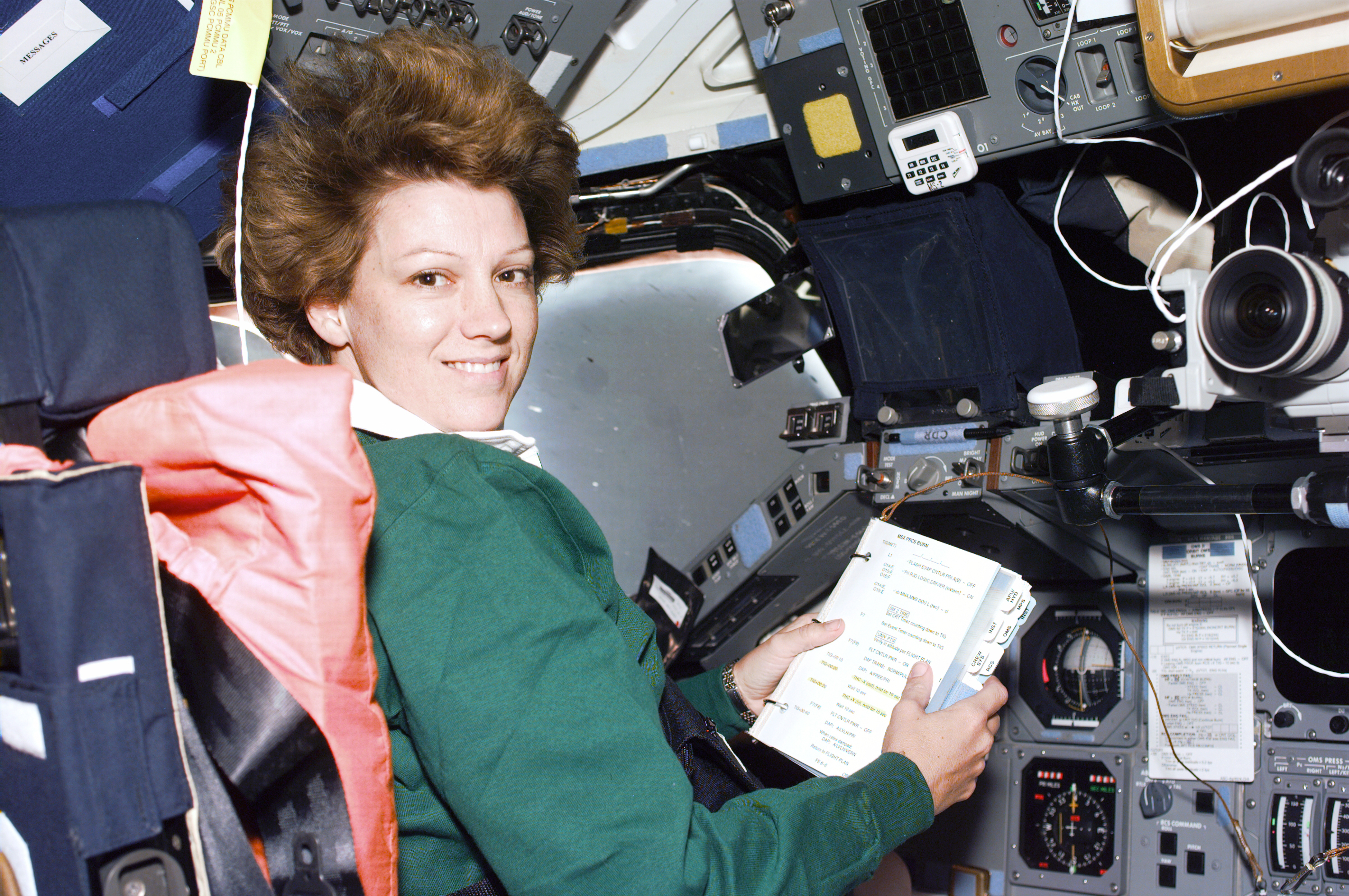
آیلین کالینز، نخستین فرمانده زن در ناسا

## در علم و دانش
الیزابت بلکول، از بزرگان جنبش زنان آمریکا است. او نخستین زن در آمریکاست که دارای مدرک پزشکی از یک دانشگاه است. او پس از دکترای خود در ۱۸۴۹، نخستین دانشکده پرستاری در آمریکا را در ۱۸۵۷ تأسیس کرد. هفت سال بعد در سال ۱۸۶۴، ربکا لی کرامپلر (Rebecca Lee Crumpler) نخستین زن سیاهپوست گردید که دکترای طب دریافت کرد؛ و دو سال بعد، یعنی در ۱۸۶۶ لوسی هابز (Lucy Hobbs) نخستین دندانپزشک زن آمریکا گردید. او دکترای خود را از Ohio College of Dental Surgery دریافت کرد.
ماریا میچل نیز نه تنها نخستین عضو زن آکادمی علوم و هنر آمریکا گردید، بلکه به عنوان نخستین استاد دانشگاه زن در رشته نجوم، در کالج واسر نیز منصوب شد. الن سوالو ریچاردز، نخستین زن فارغ‌التحصیل از ام آی تی است. او در سال ۱۸۷۳ در رشته شیمی تحصیلات عالیه خود را به پایان رسانید و نخستین شیمیدان حرفه‌ای زن در تاریخ آمریکا گردید.
نخستین زنی که موفق به کسب دکترای ریاضیات در آمریکا شد وینیفرد ادگرتون (Winifred Edgerton) نام داشت که در سال ۱۸۸۵ دکترای خود را از دانشگاه کلمبیا دریافت کرد.
نخستین فرمانده زن ایستگاه فضایی بین‌المللی یک آمریکاییست بنام پگی ویتسون. سالی راید (Sally Ride)، نخستین زن فضانورد آمریکایی در تاریخ است.

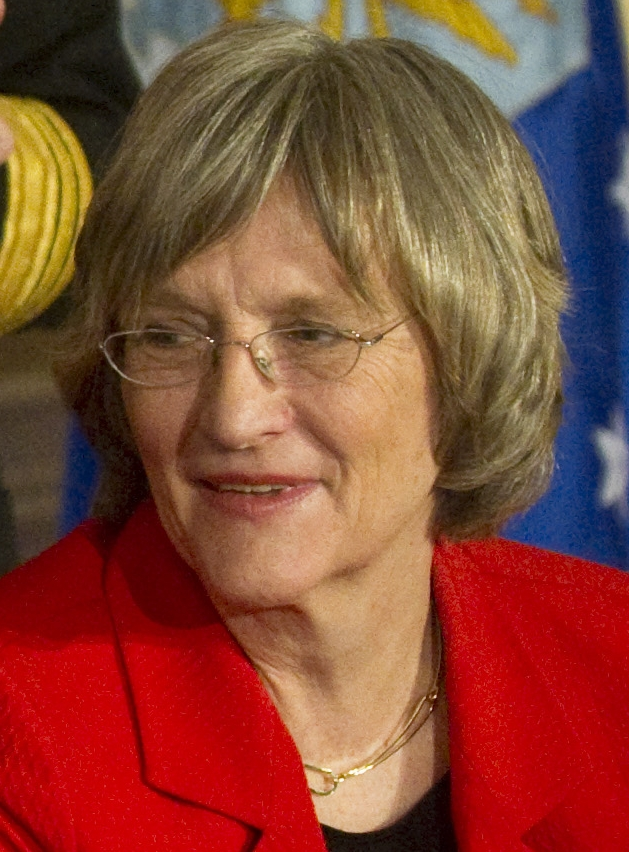
درو گیلپین فاوست، نخستین زنی که رئیس دانشگاه هاروارد شد. دانشگاه پرینستون و دانشگاه ام آی تی نیز رییسان زن دارند.
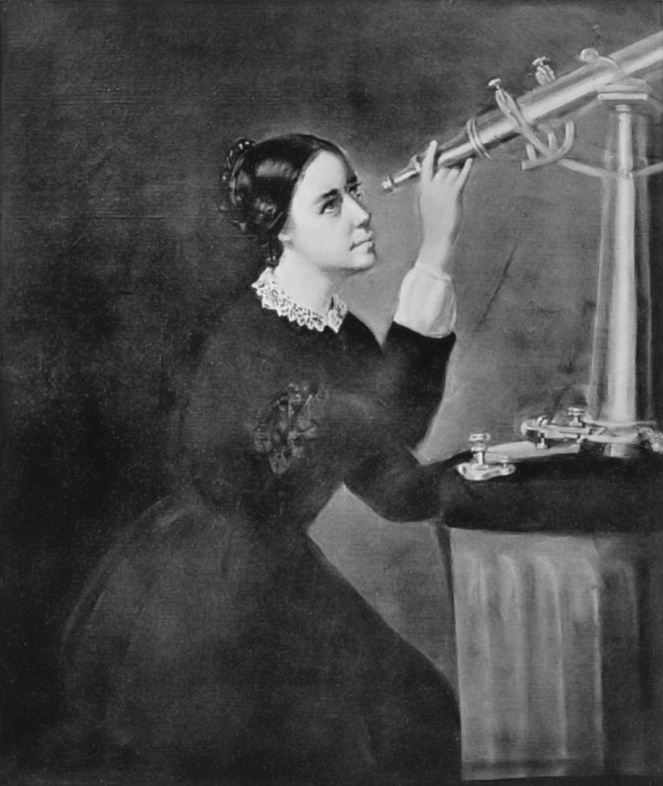
ماریا میچل، کاشف ستاره دنباله دار C/1847 T1 در سال ۱۸۴۷، و نخستین استاد نجوم زن در دانشگاه‌های آمریکا
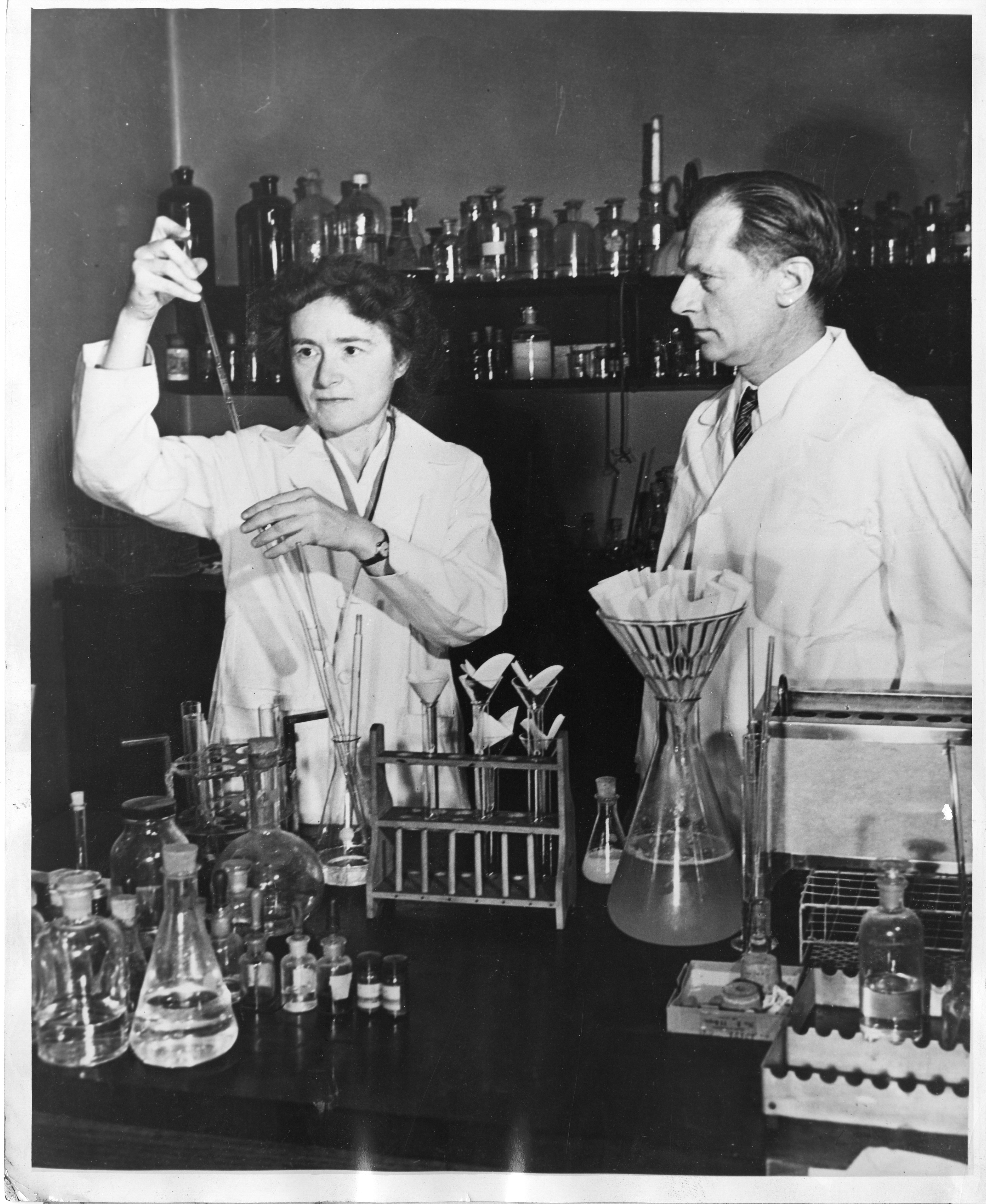
گرتی کوری (Gerty Cori) نخستین زن آمریکایی که برنده جایزه نوبل پزشکی شد (۱۹۴۷)

## سیاست و قانون
ویکتوریا وودهال نخستین زنی است که برای انتخابات ریاست جمهوری آمریکا در سال ۱۸۷۲ نامنویسی کرد. در سال‌های ۱۸۸۴ و ۱۸۸۸ نیز بلوا ان لاکوود (Belva Ann Lockwood) کاندیدای ریاست جمهوری گردید.
همچنین ژانت رنکین (Jeannette Rankin) در ۱۹۱۷ نخستین زن آمریکایی است که به عنوان نماینده یک ایالت (ایالت مونتانا) پای به کنگره ایالات متحده آمریکا گذاشت. نخستین فرماندار یک ایالت در آمریکا نلی راس (Nellie Tayloe Ross) بود که در سال ۱۹۲۴ در وایومینگ به قدرت رسید. یک سال بعد مریم فرگوسن (Miriam A. Ferguson) فرماندار تگزاس شد.
نخستین شهردار زن در آمریکا سوزانا سالتر بود (Susanna M. Salter) که در سال ۱۸۸۷ شهردار یکی از شهرهای ایالت کانزاس گردید. نخستین سناتور زن در کنگره آمریکا ربکا لاتیمر فلتون (Rebecca Latimer Felton) از ایالت جرجیا و سال ۱۹۲۲ بود. اما او موقتاً این پست را داشت؛ لذا اولین سناتور منتخب در سنای آمریکا را باید هتی کاراوی (Hattie Caraway) از ایالت آرکنسا دانست که از ۱۹۳۱ بمدت ۱۴ سال در این مقام خدمت کرد.
در حیطه وکالت و دادگستری، نخستین وکلای رسمی زن آمریکا از آن دو زن بنام‌های آرابلا منسفیلد (Arabella Mansfield) از آیووا و آدا کپلی (Ada H. Kepley) از ایلینوی می‌باشد که در سال ۱۸۶۹ کار خود را جداگانه آغاز کردند.
در این بین، نانسی پلوسی نخستین زن در تاریخ آمریکاست که به مقام رئیس مجلس نمایندگان آمریکا دست یافت. هیلاری کلینتون، مادلین آلبرایت، و کاندالیزا رایسوسوزان رایس از دیگر نامداران تاریخ زنان در سیاست آمریکا هستند. در کابینه وزیران باراک اوباما نیز، هیلدا سولیس، کاتلین سیبیلیوس، و جنت ناپالیتانو را نیز می‌توان نام برد.
همچنین کامالا هریس به عنوان اولین زن معاون رئیس‌جمهور و جنت یلن  به عنوان اولین زن در مقام وزیر خزانه‌داری ایالات متحده آمریکا و دب هالند به عنوان اولین زن در مقام وزیر کشور تاریخ آمریکا نام برد.

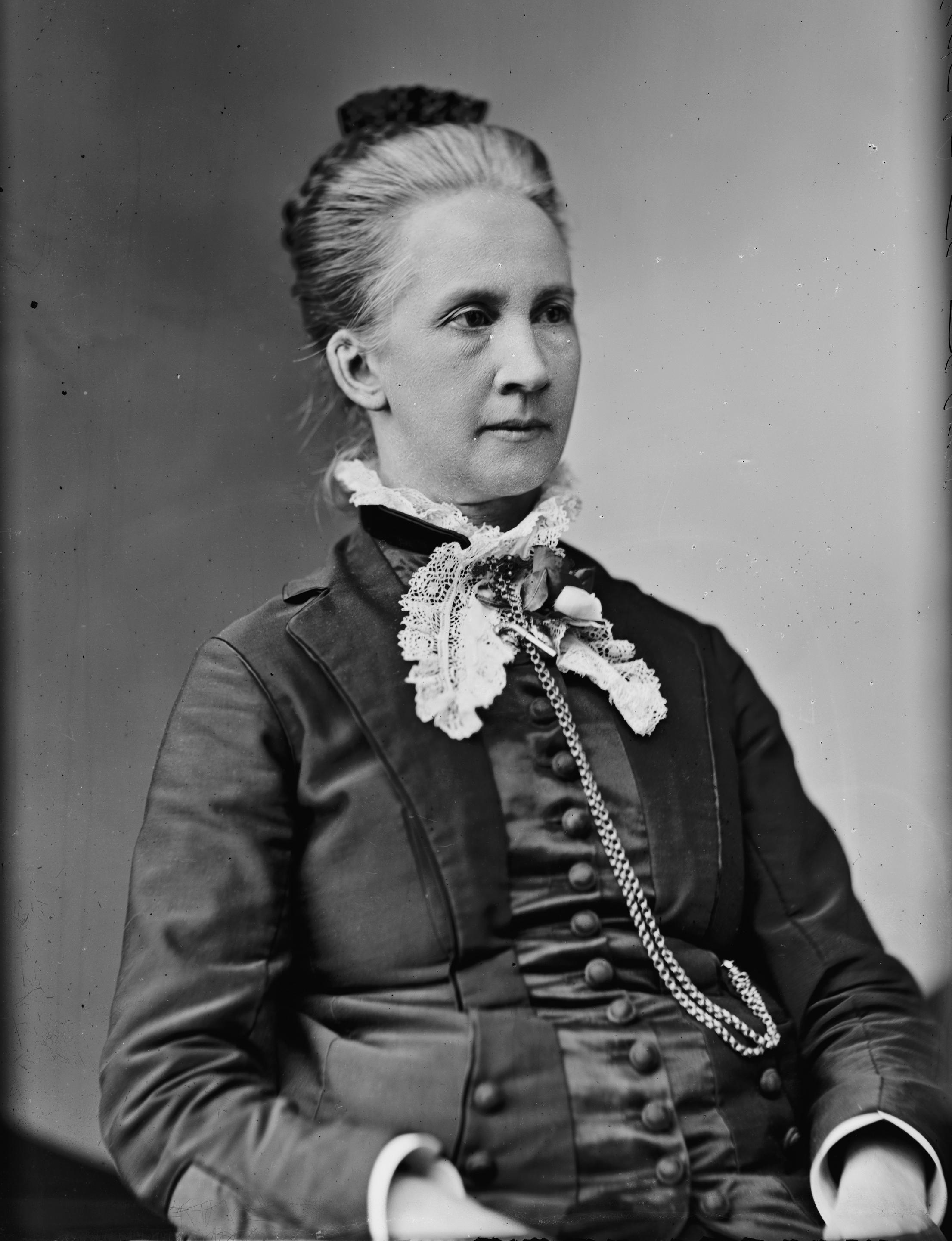
بلوا ان لاکوود، نخستین قاضی زن دیوان عالی ایالات متحده آمریکا (۱۸۷۹)
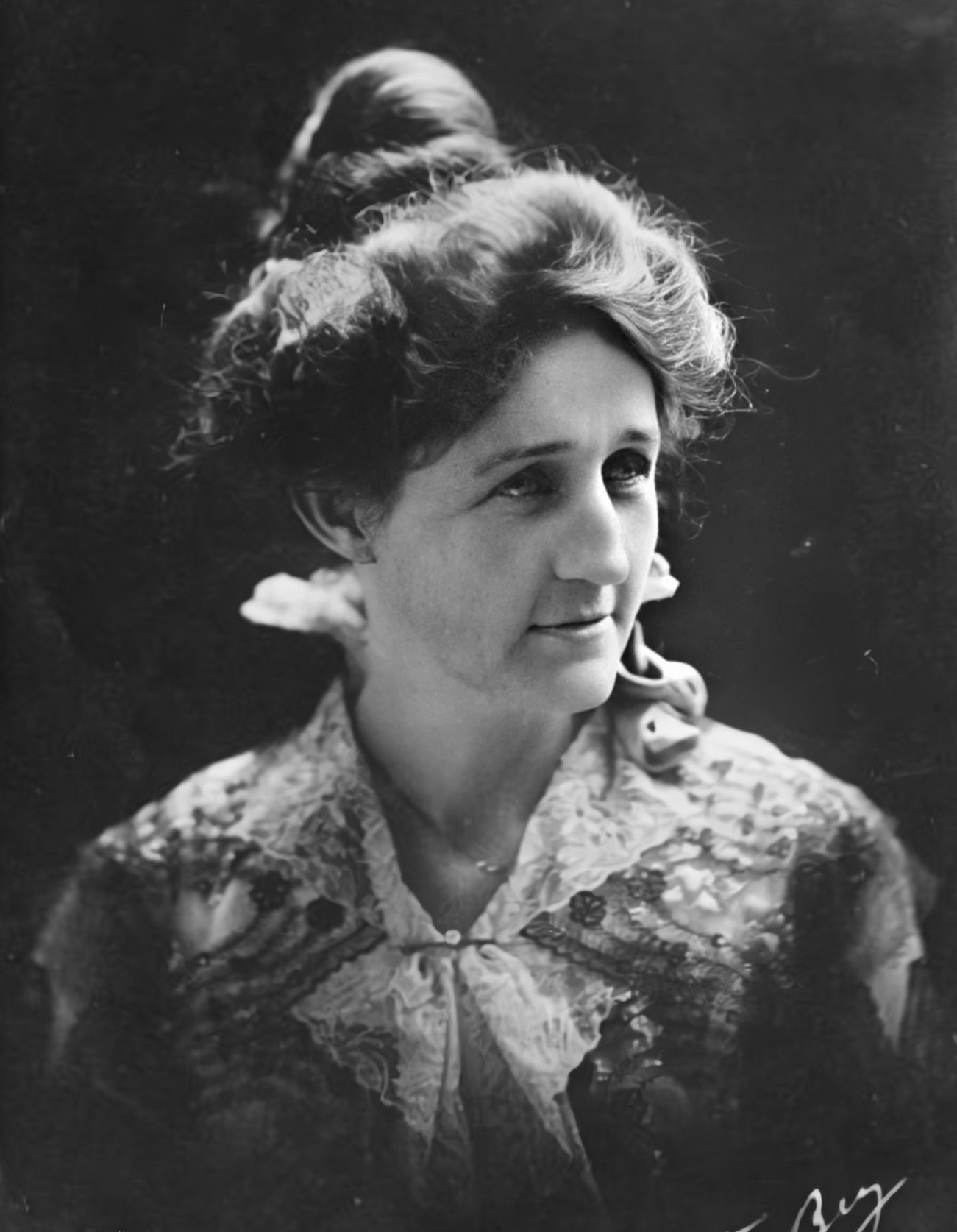
مریم فرگوسن، نخستین فرماندار زن تگزاس[۶] (۱۹۲۵)
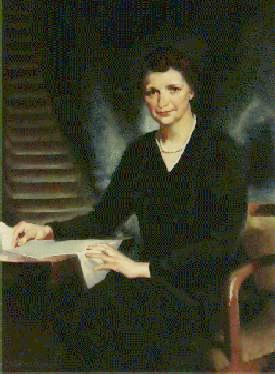
فرانسیس پرکینز (Frances Perkins)، نخستین وزیر در کابینه یک رئیس‌جمهور در آمریکا. او ۱۲ سال وزیر کار و اشتغال فرانکلین دلانو روزولت بود.
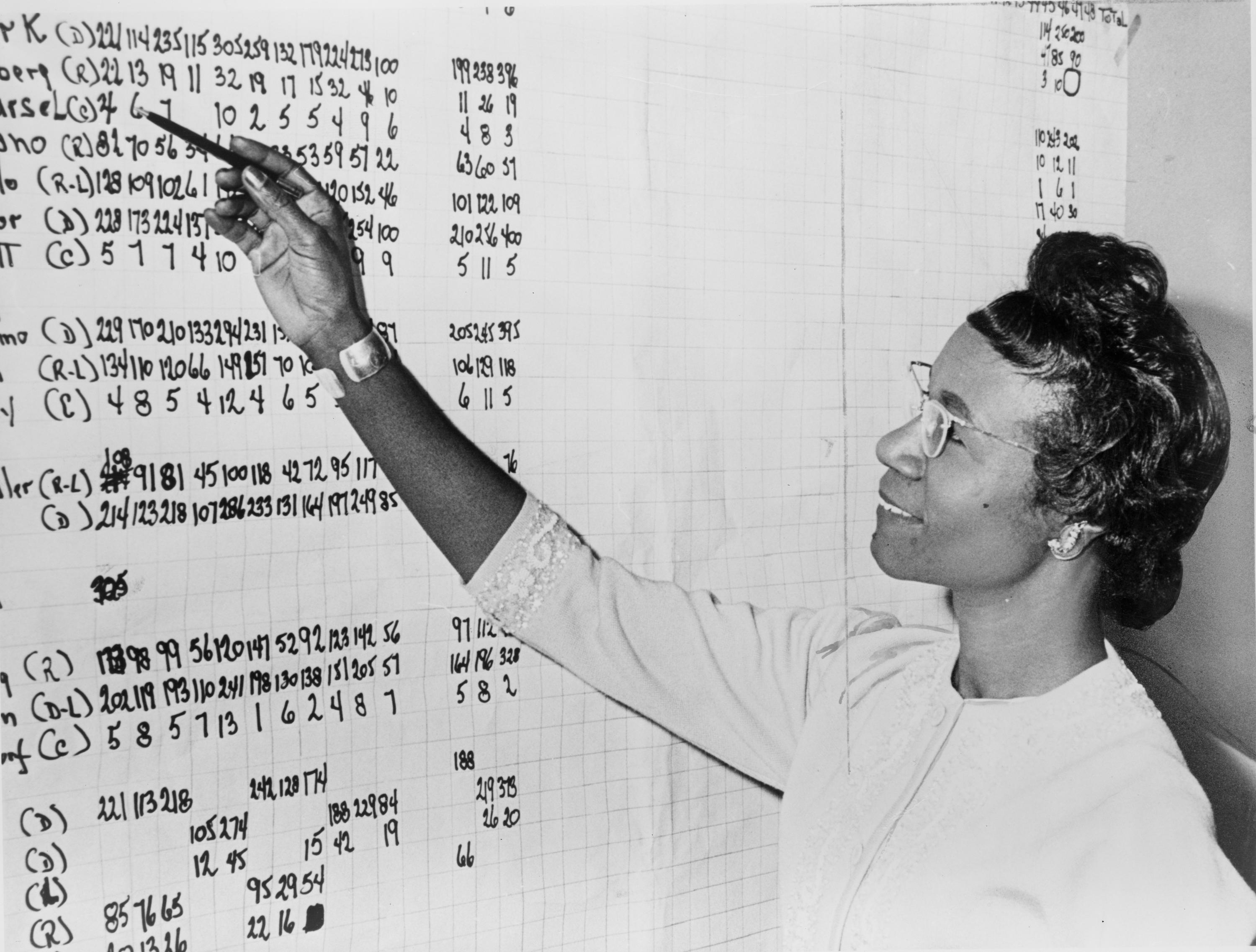
شرلی چیشولم (Shirley Chisholm)، نخستین زن سیاهپوست در مجلس نمایندگان آمریکا (۱۹۶۹). او ۱۳ سال در این مقام خدمت کرد.

## در ورزش

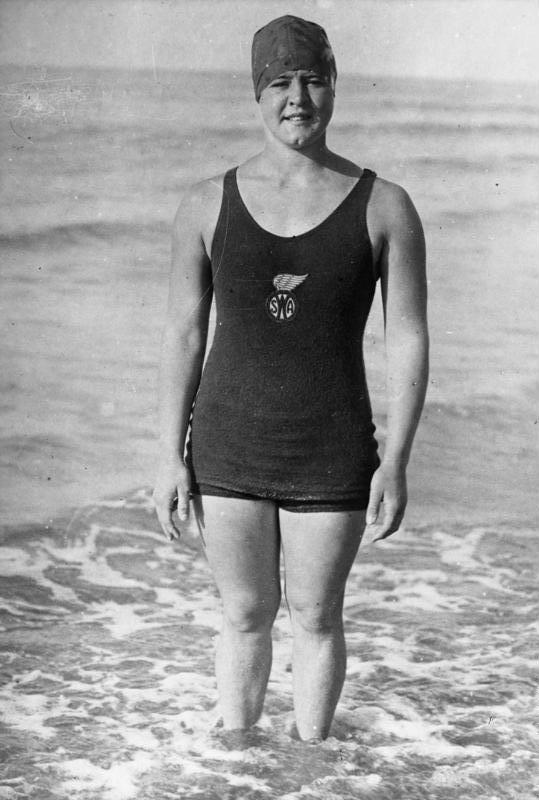
گرترود ادرلی (Gertrude Ederle) نخستین زنی است که از کانال مانش با شنا عبور کرد. (۱۹۲۶)
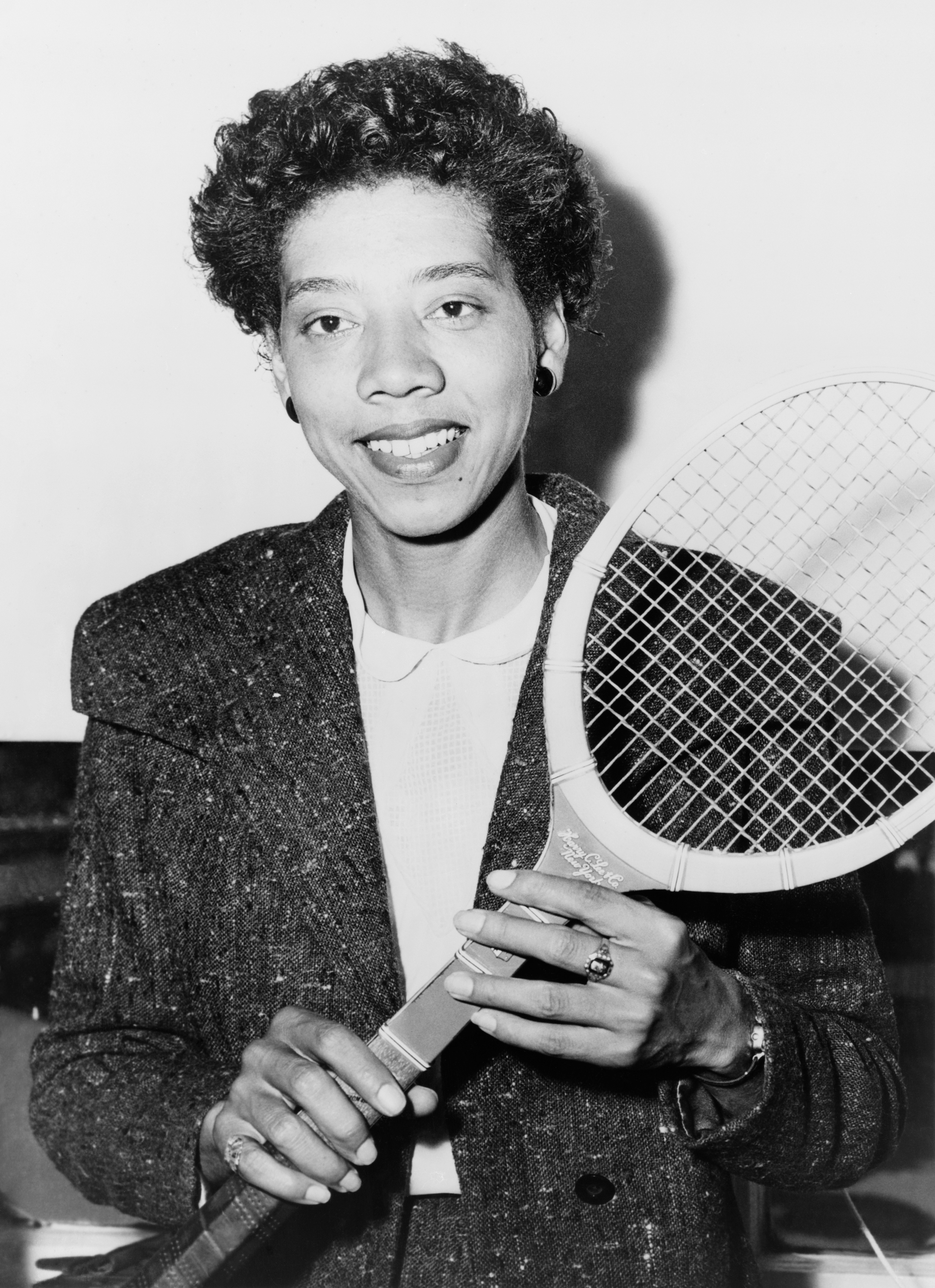
آلتیا گیبسون (Althea Gibson) نخستین زن سیاهپوست آمریکایی برنده مسابقات تنیس ویمبلدون (۱۹۶۷)
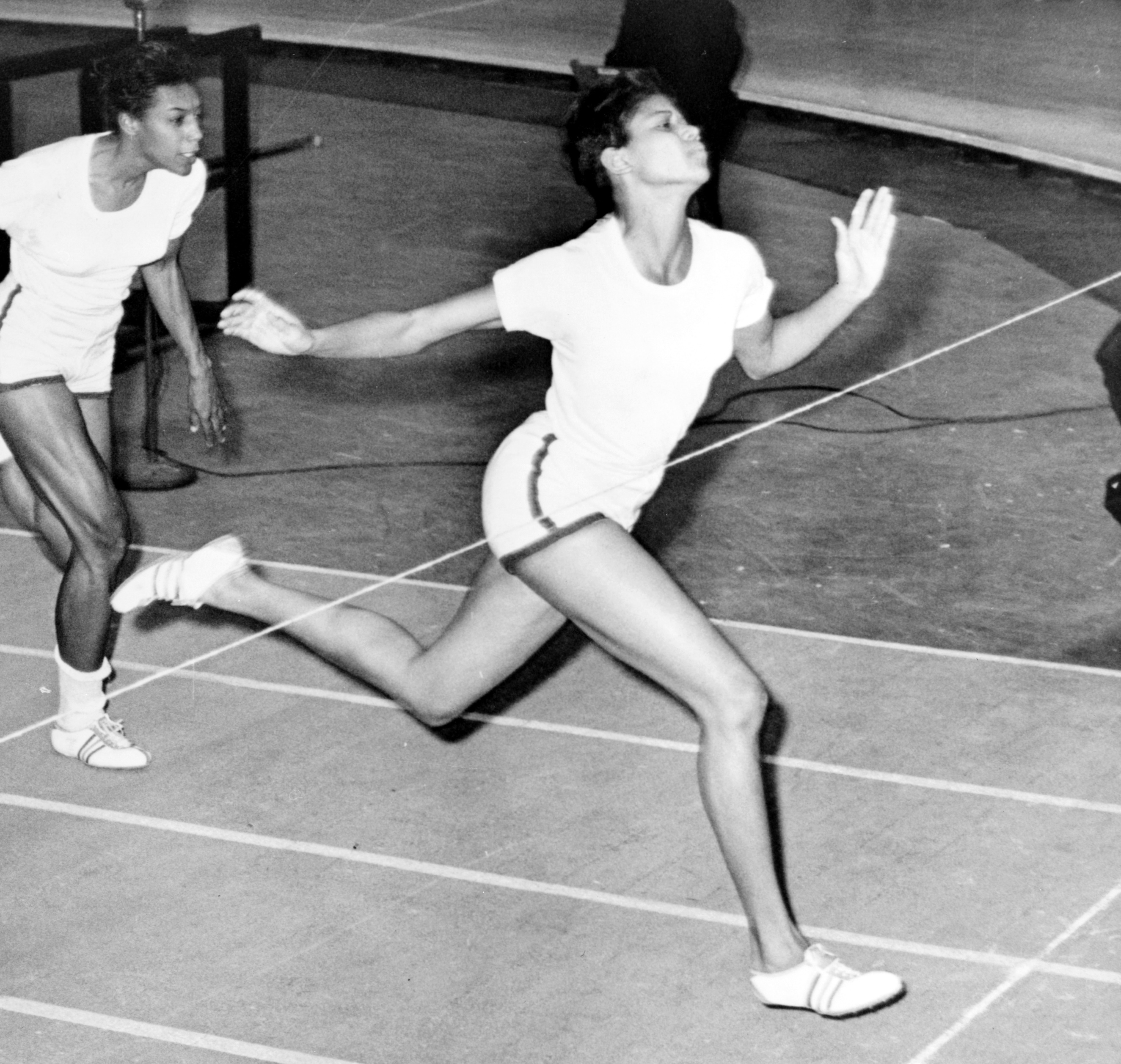
ویلما رودالف (Wilma Rudolph) نخستین زن آمریکایی که در یک المپیک ۳ مدال طلا برنده شد.
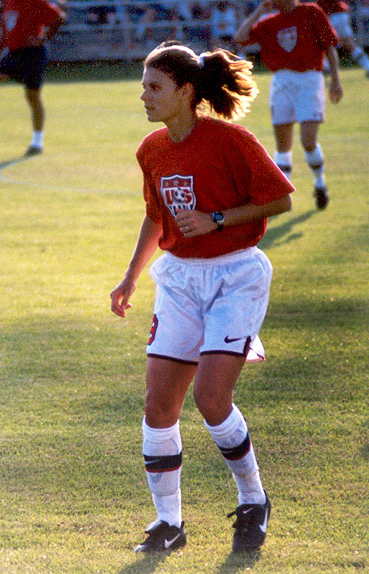
میا هام کاپیتان نامدار تیم ملی فوتبال زنان آمریکا. او رکورددار بیشترین گل‌های زده در تاریخ فوتبال زنان جهان است.

## مشاهیر دیگر
لتی وایتهد اوانز (Lettie Pate Whitehead Evans) نخستین زن در تاریخ آمریکاست که رئیس یک شرکت بزرگ آمریکایی شد. او در ۱۹۳۴ به ریاست board of directors شرکت کوکاکولا رسید.
در ۲۳ اکتبر ۱۹۳۴ ژانت پیکارد (Jeannette Piccard) برای اولین بار با یک بالن به ارتفاع ۵۷٬۵۷۹ پا رسید و نخستین زنی است که وارد استراتسفر گردید.
فرانچسکا کابرینی (Francesca S. Cabrini) متولد ۱۸۵۰ نخستین زن آمریکایی است که (در ۱۹۴۶) توسط کلیسای کاتولیک (و توسط پیوس دوازدهم) یک قدیسه (saint) شناخته گردید.
نخستین رئیس زن نیروی هوایی ایالات متحده آمریکا زنی است بنام شیلا ویدنال (Sheila Widnall) که در ۱۹۹۳ توسط بیل کلینتون منصوب شد. آن دانوودی نیز نخستین ژنرال ۴-ستاره ارتش آمریکاست.

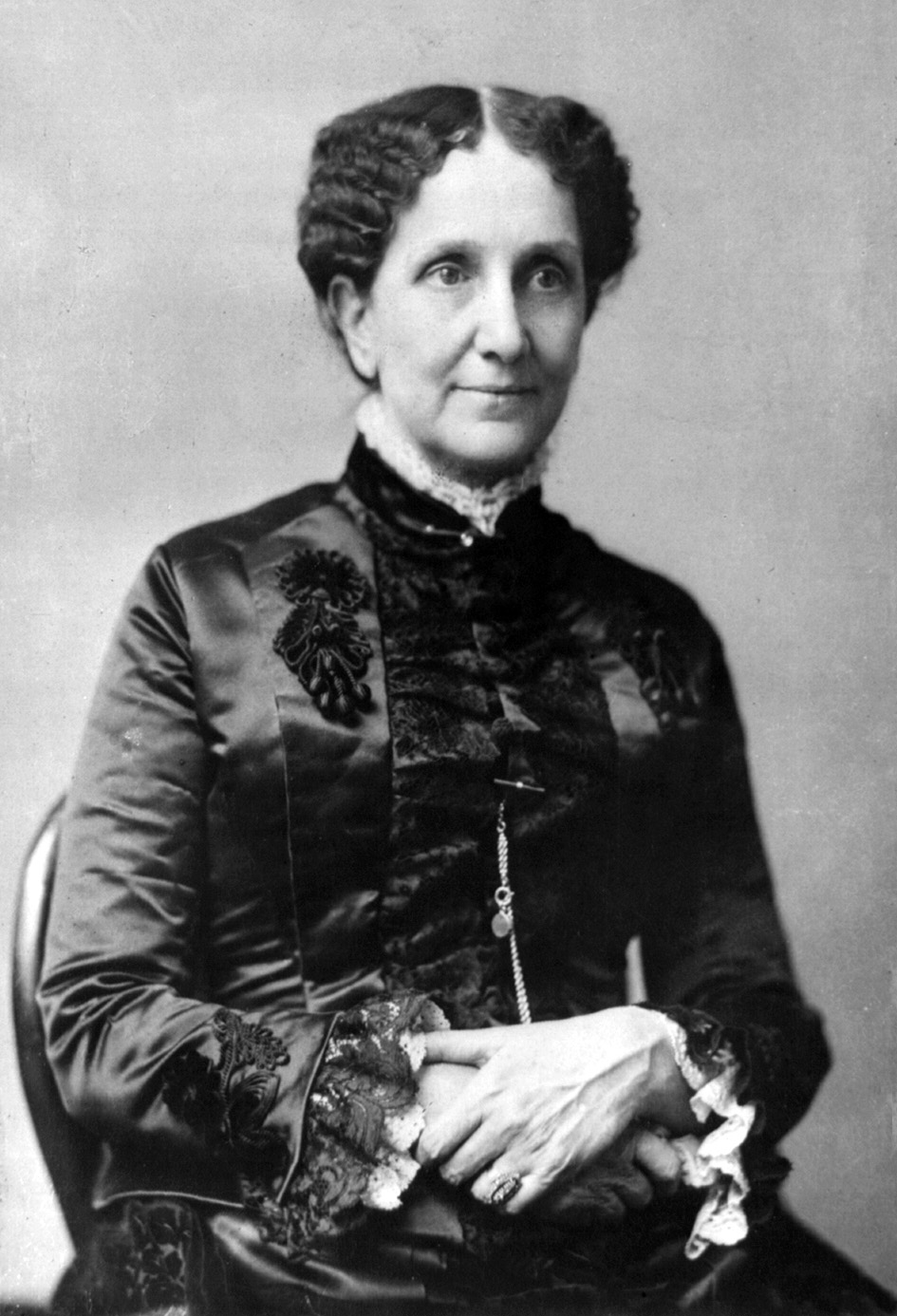
ماری بیکر ادی (Mary Baker Eddy)، بنیان‌گذار مذهب Church of Christ, Scientist
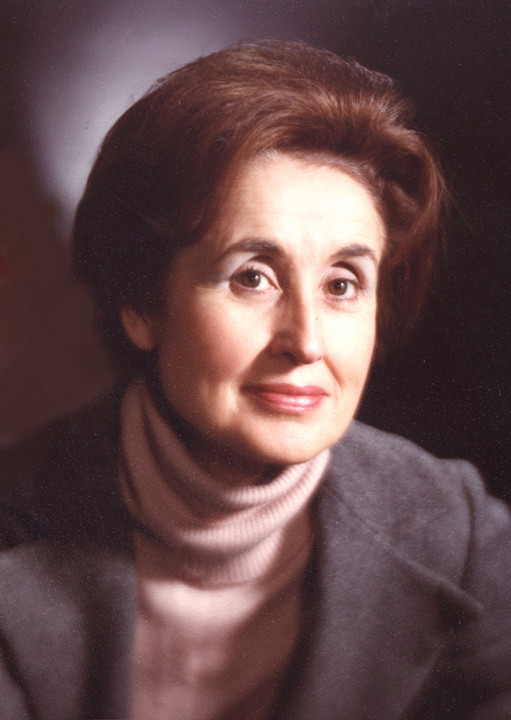
خوانیتا کرپس، نخستین عضو زن هیأت رییسه بازار بورس نیویورک (۱۹۷۲). او وزیر بازرگانی کابینه جیمی کارتر نیز شد.
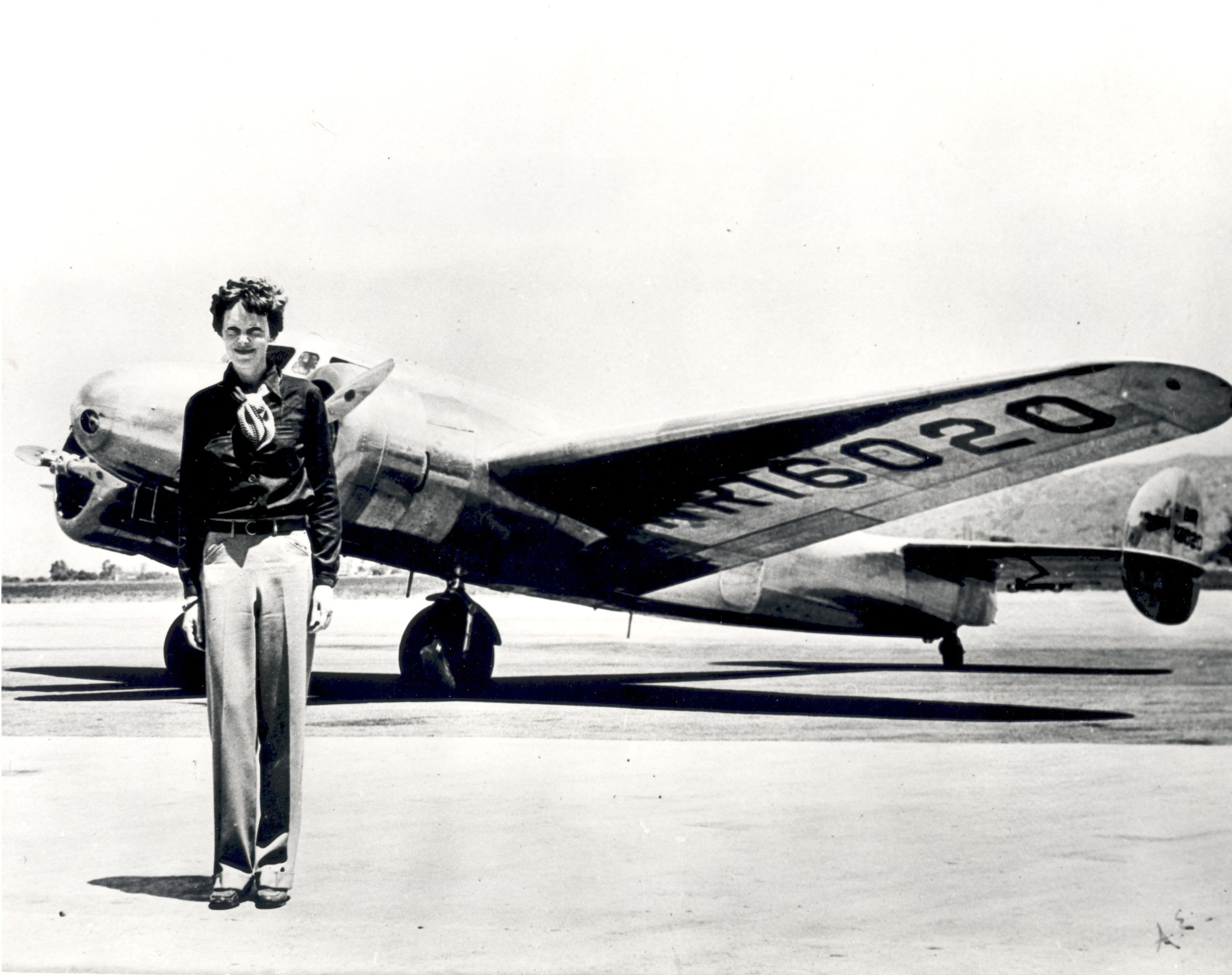
آملیا ارهارت، نخستین زنی که به عنوان یک خلبان از اقیانوس اطلس عبور کرد.
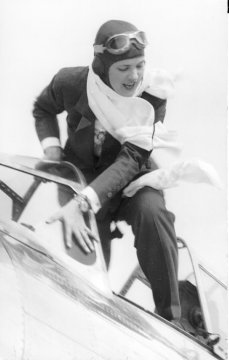
ژاکلین کاکرن در ۱۹۶۰ دیوار صوتی را بر فراز کالیفرنیا با یک فروند جت اف-۸۶ شکست.